# フィンランドの気候

フィンランドにおけるケッペンの気候区分

フィンランドの気候（フィンランドのきこう）は、主に緯度の影響を受けている。フィンランドが北方に位置しているため、最も長い季節は冬であり、南部の海岸と南東部でのみ夏と冬の長さがおおよそ同じである。諸島地域と南西部海岸のうちハンコ半島など最も暖かい地域では冬が1月初から2月末までであり、一方ラップランド北西部の高地や北東部の低地では冬が10月初から5月中旬と長い。そのため、フィンランド南部で降雪するのは毎年3から4か月間であるのに対し、北部では7か月ほどである。北部では冬が長いため、毎年500mmから600mmの降水のうち半分ほどが雪である。南部の降水は毎年600mmから700mmほどであり、北部と同じく一年を通して降水するが、雪の比率は北部のそれより低い。
ケッペンの気候区分ではフィンランドが亜寒帯湿潤気候(Df)に属しており、うち南部海岸はDfbでそれ以外はDfcである（DfbとDfcは最寒月の平均気温と月平均気温が違う）。

## 気温
フィンランド南西部の年間平均気温の最高値は6.5セルシウス度であり、北と東に移動するにつれて平均気温が下がる。スオメンセルカとマーンセルカの分水界は周りよりも高い位置にあるため、気温もより低い。フィンランドと北極の間にあるバレンツ海は冬でも氷結しないため、バレンツ海から吹く北風はアラスカ州やシベリアのそれよりも寒くない。
フィンランドにおける最高気温の記録は2010年7月29日にリペリで記録された37.2度である。一方、最低気温は1999年1月28日にキッティラで記録された-51.5度である。平均気温は南西部では5.0から7.5度とより高く、夏が暖かくて冬もそれほど厳しくなく、一方ラップランドでは-4から0度とより低い。

### 記録
月毎の最高気温と最低気温記録は下記の通り。
| フィンランドの気候                                     | フィンランドの気候 | フィンランドの気候 | フィンランドの気候 | フィンランドの気候 | フィンランドの気候 | フィンランドの気候 | フィンランドの気候 | フィンランドの気候 | フィンランドの気候 | フィンランドの気候 | フィンランドの気候 | フィンランドの気候 | フィンランドの気候 |
| 月                                                     | 1月                | 2月                | 3月                | 4月                | 5月                | 6月                | 7月                | 8月                | 9月                | 10月               | 11月               | 12月               | 年                 |
| ------------------------------------------------------ | ------------------ | ------------------ | ------------------ | ------------------ | ------------------ | ------------------ | ------------------ | ------------------ | ------------------ | ------------------ | ------------------ | ------------------ | ------------------ |
| 最高気温記録 °C （°F）                                 | 10.9 (51.6)        | 11.8 (53.2)        | 17.5 (63.5)        | 25.5 (77.9)        | 31.0 (87.8)        | 33.8 (92.8)        | 37.2 (99)          | 33.8 (92.8)        | 28.8 (83.8)        | 19.4 (66.9)        | 14.3 (57.7)        | 11.3 (52.3)        | 37.2 (99)          |
| 日平均気温 °C （°F）                                   | −10.8 (12.6)       | −10.7 (12.7)       | −6.2 (20.8)        | 0.1 (32.2)         | 6.7 (44.1)         | 12.5 (54.5)        | 15.4 (59.7)        | 13.4 (56.1)        | 8.2 (46.8)         | 2.0 (35.6)         | −3.8 (25.2)        | −8.2 (17.2)        | 1.6 (34.9)         |
| 最低気温記録 °C （°F）                                 | −51.5 (−60.7)      | −49.0 (−56.2)      | −44.3 (−47.7)      | −36.0 (−32.8)      | −24.6 (−12.3)      | −7.0 (19.4)        | −5.0 (23)          | −10.8 (12.6)       | −18.7 (−1.7)       | −31.8 (−25.2)      | −42.0 (−43.6)      | −47.0 (−52.6)      | −51.5 (−60.7)      |
| 降水量 mm （inch）                                     | 32.7 (1.287)       | 25.9 (1.02)        | 24.9 (0.98)        | 28.2 (1.11)        | 35.6 (1.402)       | 54.2 (2.134)       | 65.8 (2.591)       | 67.9 (2.673)       | 55.5 (2.185)       | 49.5 (1.949)       | 43.7 (1.72)        | 36.9 (1.453)       | 521 (20.51)        |
| 出典1：http://ilmatieteenlaitos.fi/lampotilaennatyksia |                    |                    |                    |                    |                    |                    |                    |                    |                    |                    |                    |                    |                    |
| 出典2：The World Bank Group                            |                    |                    |                    |                    |                    |                    |                    |                    |                    |                    |                    |                    |                    |